# 장승업
장승업(張承業, 1843년 ~ 1897년)은 조선 말기의 화가이다. 본관은 대원(大元). 호는 오원(吾園), 자는 경유(景猶)이다. 도화서 화원(畵員)을 지내고, 벼슬은 감찰(監察)에 이르렀다.

## 생애
남의 어깨 너머로 그림을 배웠다고 하며 술을 즐겨 그림과 바꾸는 일이 많았다. 지인의 추천으로 도화서 화원(畵員)이 되었고 청나라의 위안스카이, 리훙장은 그의 그림을 얻어가려고 여러 번 청탁을 했다고 한다. 벼슬은 사헌부 감찰(監察)에 이르렀다. 절지(折枝), 기완(器玩), 산수, 인물, 영모(翎毛), 사군자 등 다양한 소재를 다루는 데 뛰어났다. 그의 호인 오원(吾園)은 자신이 단원(檀園) 김홍도, 혜원(蕙園) 신윤복을 의식해서 "나(吾)도 원(園)이다"라는 뜻에 따라 지었다는 설이 있다.
필치가 호방하고 대담하면서도 소탈한 여운이 감돌아 조선 후기 말엽을 대표하는 화가로서 안견(安堅), 김홍도(金弘道)와 함께 조선 화단의 3대 거장으로 일컬어진다. 화적(畵蹟)으로는 덕수궁 미술관 소장의 〈기명절지도〉 서울대학교 박물관 소장의 〈풍림산수도(楓林山水圖)〉, 〈산수영모절지 병풍(山水翎毛折枝屛風)〉, 〈산수도(山水圖)〉 및 개인 소장의 〈팔준도(八駿圖)〉, 〈매화도(梅花圖)〉, 〈교변람폭도(橋邊攬瀑圖)〉, 〈수기화상포대도(睡起和尙布袋圖)〉, 〈호산어은도(胡山漁隱圖)〉, 〈수상서금도(樹上棲禽圖)〉, 〈화조수도(花鳥獸圖)〉, 〈노안도〉 외 다수가 있다.

## 작품

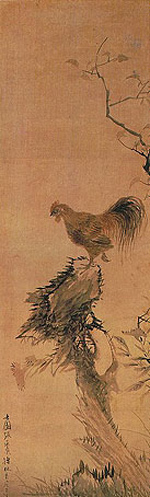
계도(鷄圖)
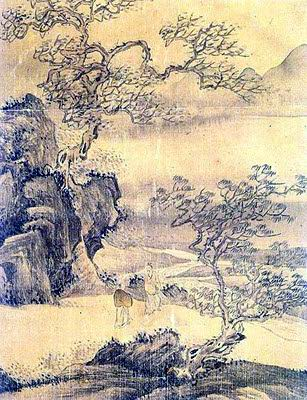
산수인물도(山水人物圖)
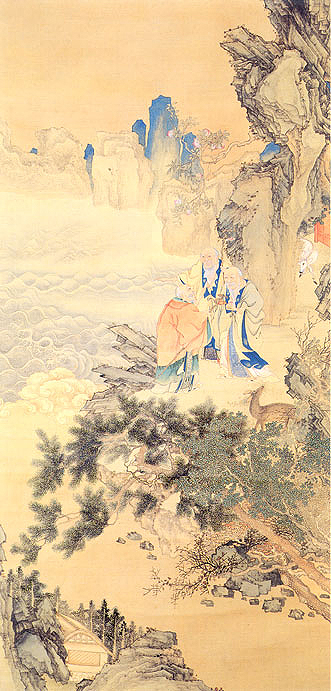
삼인문년도(三人問年圖)
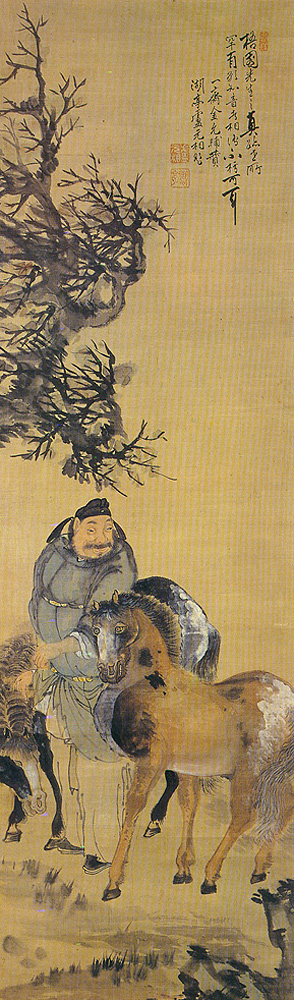
쌍마인물도(雙馬人物圖)
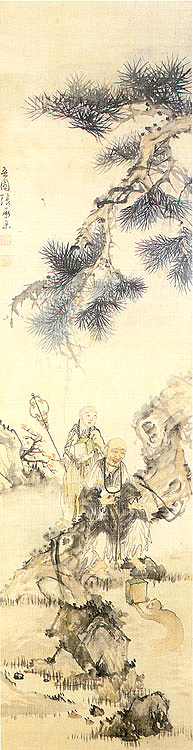
송하노승도(松下老僧圖)
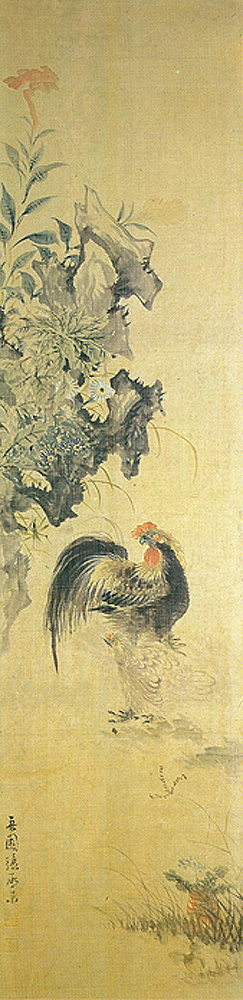
수탉
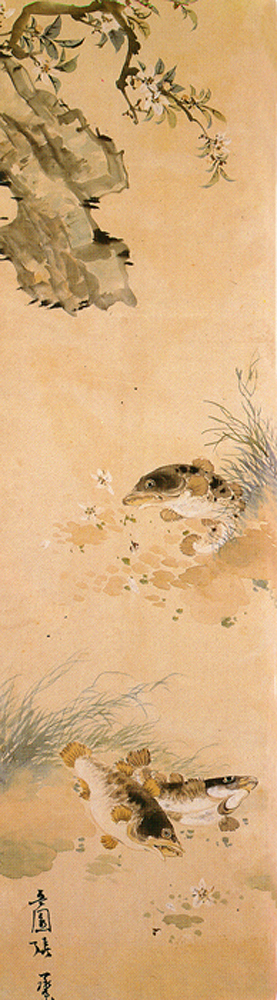
어해(魚蟹)
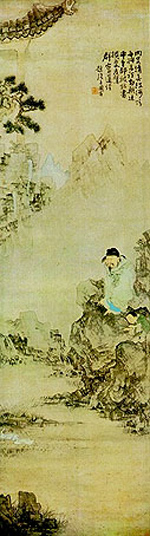
왕희지관아도(王羲之觀鵝圖)
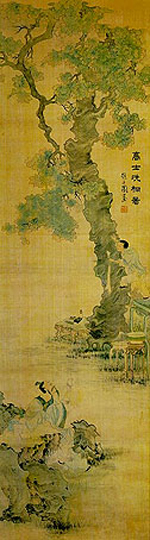
운림세동도(雲林洗桐圖)
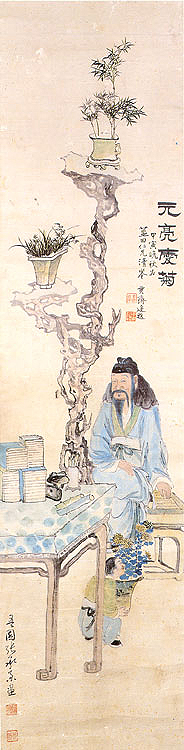
원량애국도(元亮愛菊圖)
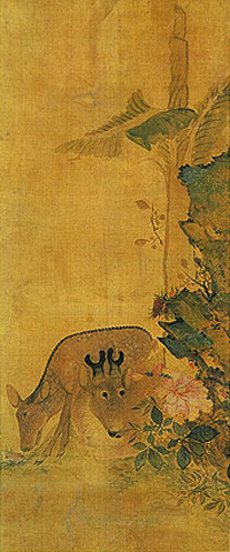
초원지록(蕉園芝鹿)
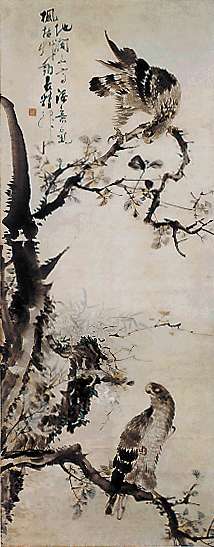
호취도(豪鷲圖)

## 같이 보기
- 한국의 미술
- 한국화
- 한국의 화가 목록